# ソフィア (ブルガリア)
ソフィア（ブルガリア語: София, ラテン文字転写: Sofiya 発音 [ˈsɔfijɐ] ( 音声ファイル); 英語: Sofia）は、ブルガリアの首都。ヴィトシャ山のふもとに位置し、ブルガリアの政治・経済・文化・教育の中心地である。2008年の人口は1,346,665人である。北緯42度42分、東経23度20分。
ヨーロッパ最古の都市の一つであり、セルディカ (Serdica)、スレデツ (Sredets)、トリアディツァ (Triaditsa) と呼ばれた。その歴史は7千年以上に及ぶとされる。先史時代の集落跡が現在のソフィアの中心や王宮の付近、オベリャ（Обеля）、スラティナ（Слатина）などで見つかっている。トラキア人が最も重要視していた、鉱泉の周囲に町を築いた紀元前7世紀にさかのぼる城壁は良いコンディションで保存されている。鉱泉は現在も湧水がある。時代の変遷とともに幾つかの異なる名前で呼ばれてきたソフィアの数千年にわたる歴史の痕跡は、今日でもその一部を見ることができる。

## 地理

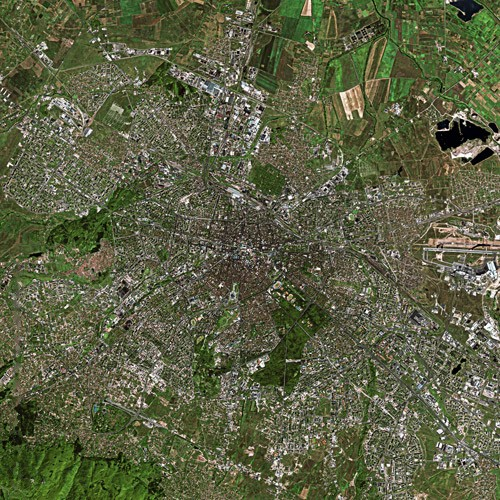
上空からみたソフィア

ソフィアの歩みは、町がバルカン半島の中心に位置していることと大きく関連している。ソフィアはブルガリアの西部にあり、ヴィトシャ山のふもと、ソフィア渓谷の中にあり、周囲の全方位を山に取り囲まれている。渓谷はブルガリア全土でも最大級のものであり、面積1186平方キロメートル、平均標高は550メートルである。3つの山道が町を通っており、古代にはアドリア海、中央ヨーロッパ、黒海、エーゲ海を結ぶ重要な交易路であった。
ヴラダヤ川、ペルロフスカ川（Перловска река / Perlovska Reka）などの細い河川が町を通過している。イスクル川はソフィア近郊を流れている。町は多くの湧水、熱水泉で知られている。近くにはダムによる人造湖が20世紀に建造された。
ソフィアは、ブルガリア第2の都市プロヴディフから北西に130キロメートルであり、ブルガスから340キロメートル、ヴァルナから380キロメートルである。ソフィアは近隣の3箇国からそれぞれ200キロメートル以内にあり、セルビアとの国境の町ドラゴマン市カロティナから55キロメートル、北マケドニア共和国との国境の町ギュエシェヴォから113キロメートル、ギリシャとの国境の町クラタからは183キロメートルである。

## 気候
ソフィアの気候はケッペンの気候区分では亜寒帯湿潤気候または湿潤大陸性気候 (Dfa) と温暖湿潤気候 (Cfa) が接しており、年間の平均気温は11.4℃である。寒い日には特に1月は気温が-15℃以下かさらに低下することもある。霧の発生は特に季節の始まりに見られる。年間平均のソフィアの降雪量は90 cmで、降雪日は60日である。
夏は日が良く照り、やや暑い。夏のソフィア市街は標高が高いため、他のブルガリアの地域よりもやや涼しい。しかし、ソフィアでも高温に達したり特に7月や8月には35℃ を超える熱波にさらされることもある。春や秋はソフィアでは短く、天気も不安定で変わり易い。
年間平均降水量は587 mmで、晩春や初夏の雷雨にピークに達する。
北緯42度の山岳地帯に位置するにもかかわらず、北大西洋海流の影響により、冬季の気温が高い。低緯度である北緯35度から北緯40度に位置する飛騨地方や長野県、東北地方内陸部よりも冬季の平均最低気温が高く、降雪量も少ない。
| ソフィアの気候                                                                                                | ソフィアの気候 | ソフィアの気候 | ソフィアの気候 | ソフィアの気候 | ソフィアの気候 | ソフィアの気候 | ソフィアの気候 | ソフィアの気候 | ソフィアの気候 | ソフィアの気候 | ソフィアの気候 | ソフィアの気候 | ソフィアの気候 |
| 月 | 1月            | 2月            | 3月            | 4月            | 5月            | 6月            | 7月            | 8月            | 9月            | 10月           | 11月           | 12月           | 年             |
| --- | -------------- | -------------- | -------------- | -------------- | -------------- | -------------- | -------------- | -------------- | -------------- | -------------- | -------------- | -------------- | -------------- |
| 最高気温記録 °C （°F）                                                                                        | 19 (66)        | 23 (73)        | 27.5 (81.5)    | 31 (88)        | 34.1 (93.4)    | 38 (100)       | 41 (106)       | 39.4 (102.9)   | 36.1 (97)      | 33.9 (93)      | 25.5 (77.9)    | 23 (73)        | 41 (106)       |
| 平均最高気温 °C （°F）                                                                                        | 3.6 (38.5)     | 6.5 (43.7)     | 11.5 (52.7)    | 16.7 (62.1)    | 21.4 (70.5)    | 25.3 (77.5)    | 27.9 (82.2)    | 28.4 (83.1)    | 23.3 (73.9)    | 17.6 (63.7)    | 10.7 (51.3)    | 4.6 (40.3)     | 16.46 (61.62)  |
| 日平均気温 °C （°F）                                                                                          | −0.5 (31.1)    | 1.6 (34.9)     | 5.8 (42.4)     | 10.8 (51.4)    | 15.5 (59.9)    | 19.3 (66.7)    | 21.5 (70.7)    | 21.5 (70.7)    | 16.8 (62.2)    | 11.4 (52.5)    | 5.9 (42.6)     | 0.8 (33.4)     | 10.87 (51.54)  |
| 平均最低気温 °C （°F）                                                                                        | −3.8 (25.2)    | −2.3 (27.9)    | 1.1 (34)       | 5.4 (41.7)     | 9.9 (49.8)     | 13.4 (56.1)    | 15.3 (59.5)    | 15.3 (59.5)    | 11.1 (52)      | 6.7 (44.1)     | 2.2 (36)       | −2.3 (27.9)    | 6 (42.81)      |
| 最低気温記録 °C （°F）                                                                                        | −31.2 (−24.2)  | −25 (−13)      | −19 (−2)       | −6 (21)        | −2.2 (28)      | 1.4 (34.5)     | 2 (36)         | 3.5 (38.3)     | −2 (28)        | −6 (21)        | −15.3 (4.5)    | −21.1 (−6)     | −31.2 (−24.2)  |
| 降水量 mm （inch）                                                                                            | 35.9 (1.413)   | 35.5 (1.398)   | 45.3 (1.783)   | 52.3 (2.059)   | 73.1 (2.878)   | 81.6 (3.213)   | 64.7 (2.547)   | 53.1 (2.091)   | 52.3 (2.059)   | 53.9 (2.122)   | 38.1 (1.5)     | 39.9 (1.571)   | 625.7 (24.634) |
| 降雪量 cm （inch）                                                                                            | 24.5 (9.65)    | 20.6 (8.11)    | 14.8 (5.83)    | 3.1 (1.22)     | 0 (0)          | 0 (0)          | 0 (0)          | 0 (0)          | 0 (0)          | 1.5 (0.59)     | 10.4 (4.09)    | 20.7 (8.15)    | 95.6 (37.64)   |
| 平均降水日数                                                                                                  | 10.2           | 9.5            | 10.9           | 10.7           | 13.8           | 10.9           | 7.7            | 7.3            | 8.7            | 9.6            | 7.1            | 10.3           | 116.7          |
| 平均降雪日数                                                                                                  | 7.5            | 6.5            | 5.2            | 1.3            | 0              | 0              | 0              | 0              | 0              | 0.7            | 2.7            | 6.4            | 30.3           |
| 平均月間日照時間                                                                                              | 87.9           | 117.2          | 169            | 195.1          | 236            | 268.1          | 311.9          | 307.3          | 225.1          | 166.8          | 107.7          | 69.1           | 2,261.2        |
| 出典：Stringmeteo.com, Climatebase.ru (precipitation days and extremes), NOAA, freemeteo.bg and Weather Atlas |                |                |                |                |                |                |                |                |                |                |                |                |                |

## 歴史

### 古代

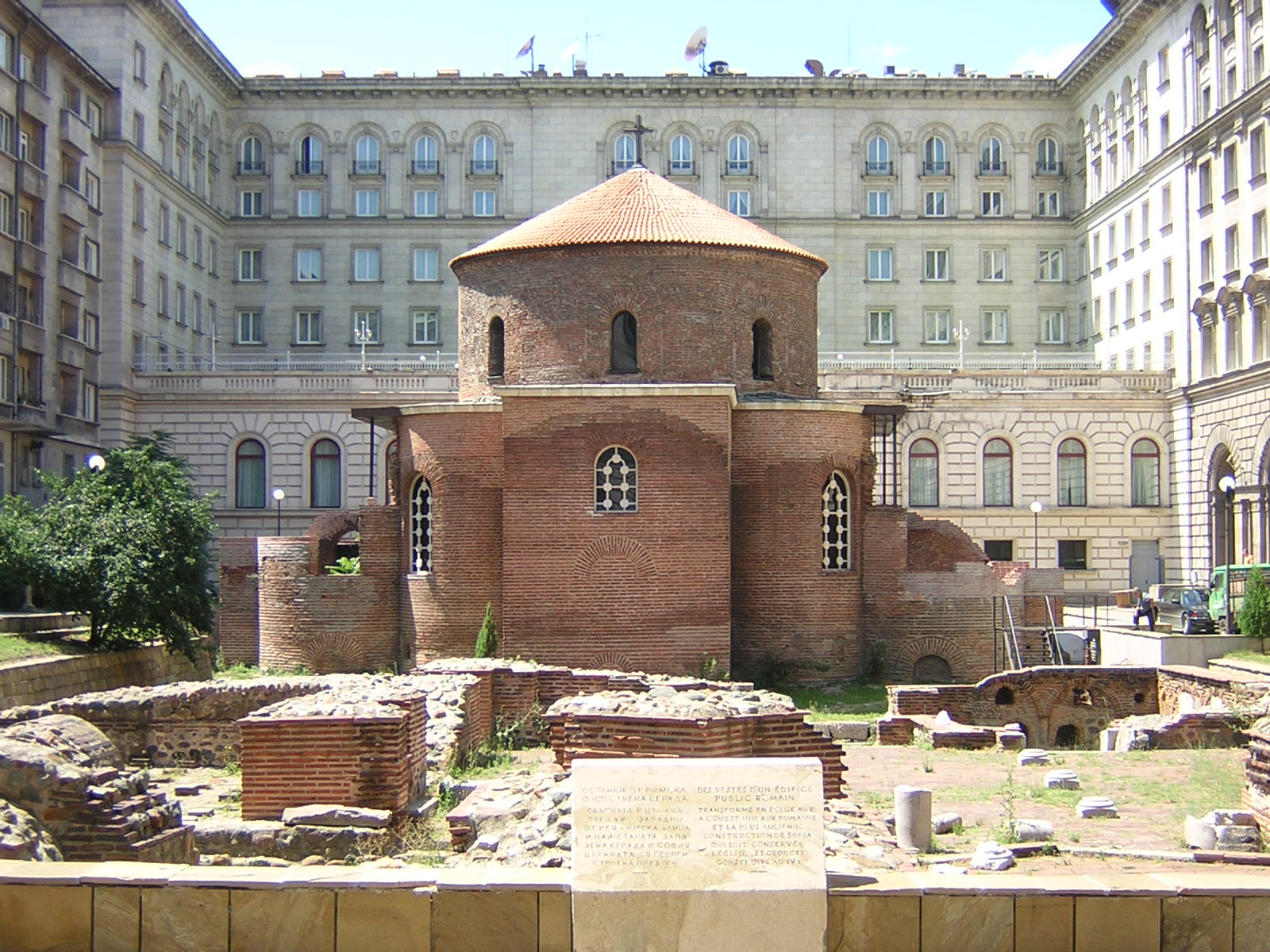
聖ゲオルギ聖堂 はバルカン半島で最古のキリスト教聖堂であり、4世紀にさかのぼる

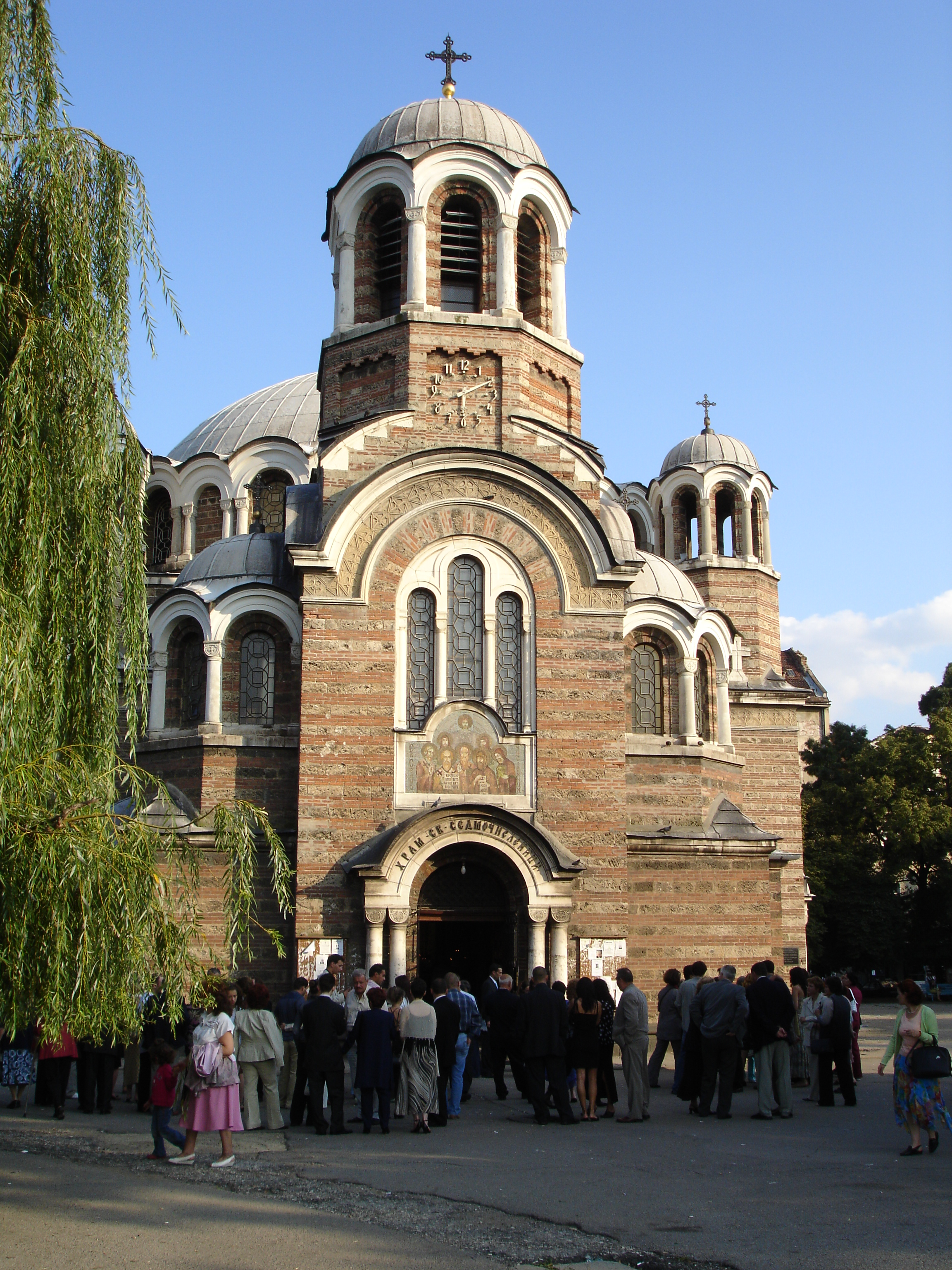
ソフィアはローマ帝国時代からキリスト教の一大拠点であった

ソフィアはかつてはトラキア人の集落であり、セルディカ（Serdica）またはサルディカ（Sardica）と呼ばれていた。おそらくこの呼称はトラキア人の部族セルディ（Serdi）に由来するものと考えられる。紀元前500年ごろ、別の部族オドリュシ（Odrysi）がこの地域に居住していた。彼らは独自の王国（オドリュサイ王国）を持った部族として知られる。紀元前4世紀の短い間、町はピリッポス2世とその息子アレクサンドロス大王によって支配された。
紀元前29年、セルディカは古代ローマによって征服された。町は地域の中核とされ、トラヤヌス帝（98年-117年）の時代にウルピア・セルディカ（Ulpia Serdica）と改称された。
セルディカについて言及した最古の文献は紀元前100年頃のクラウディオス・プトレマイオスによるものであると見られる。
セルディカは拡大し、やぐら、防壁、公衆浴場、役所、礼拝所、公共のバシリカ、アンフィテアトルム、裁判所、会同、劇場などが建造された。ディオクレティアヌスがダキアをダキア・リペンシス（Dacia Ripensis、ドナウ川沿い）とダキア・メディテラネアに分割した際、セルディカはダキア・メディテラネアの首都とされた。町はその後1世紀半にわたって拡大を続け、政治・経済の中心地となった。町はキリスト教を公式の宗教として受け入れた最初の町の一つとなった（ガレリウス帝による）。そのため、コンスタンティヌス1世がセルディカを「我がローマ」と呼んだことはとても自然なことであろう。
セルディカはそれほど大きくはなかったものの、その都市設計の計画と建築は壮麗であり、多くの娯楽と活発で社会的な生活があった。東ローマ帝国のユスティニアヌス1世の時代には繁栄を謳歌した。この時のセルディカは巨大な城壁に囲まれており、その一部は現在も見られる。
町は447年にフン族によって破壊されたものの、ユスティニアヌスによって復興され、一時期トリアディツァ（Triaditsa）と呼ばれた。

### 中世

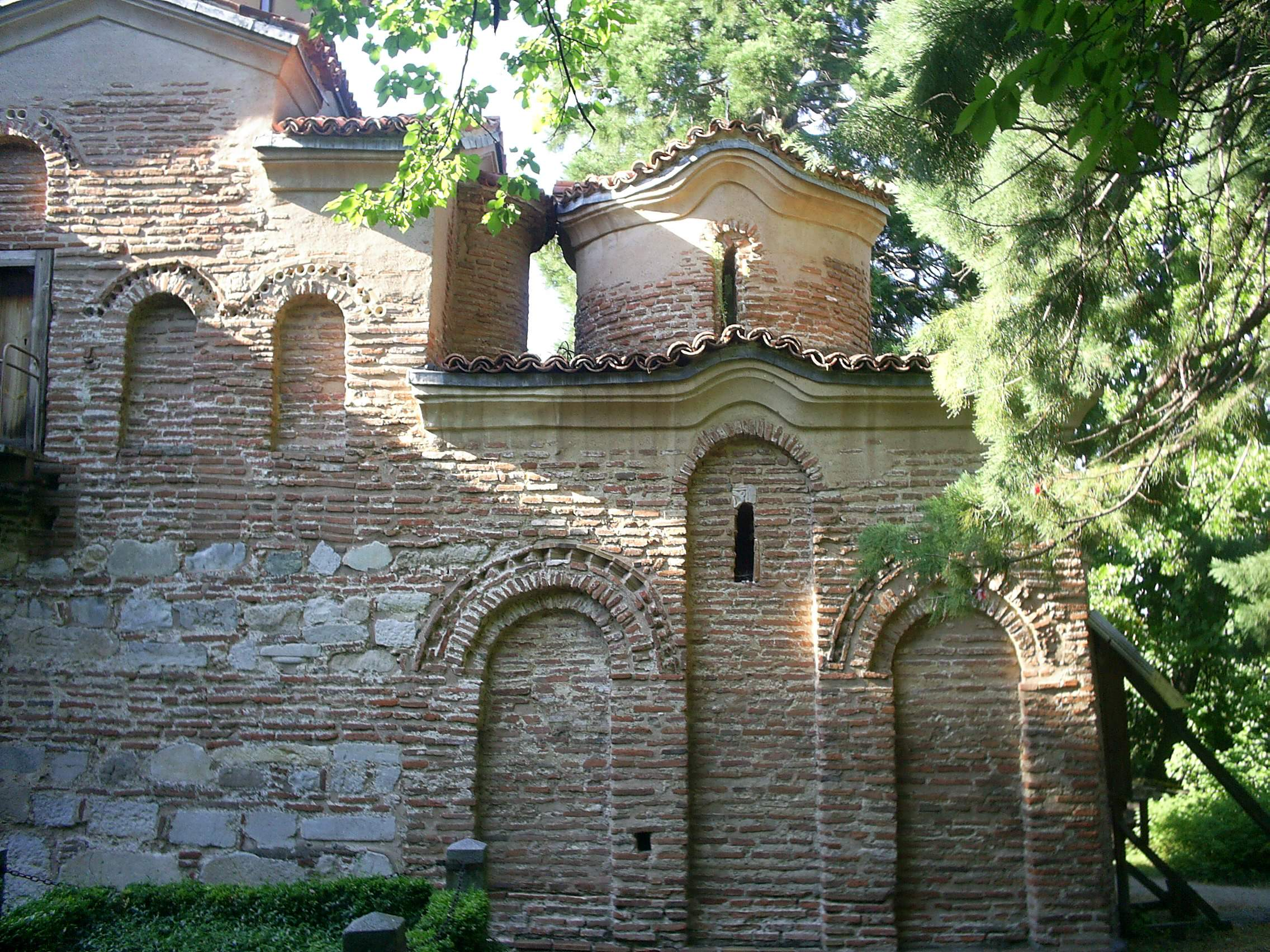
ボヤナ教会は第二次ブルガリア帝国の時代の最も重要な建築物の一つ

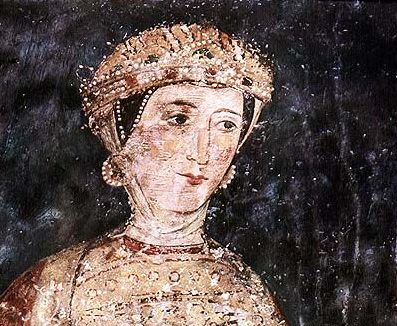
13世紀にボヤナ教会を増築したカロヤンの妻デシスラヴァのフレスコ画

ソフィアは、809年のクルム・ハーンの時代に、長期にわたるセルディカ攻城戦の後に初めて第一次ブルガリア帝国の一部となった。その後、町はスラヴ語でスレデツ（Средец / Sredets）と呼ばれるようになった。町は重要な要塞と政治の拠点となった。ヨハネス1世ツィミスケスの時代の971年にブルガリア北東部が陥落すると、ブルガリアの大主教ダミアン (Damyan) はソフィアをその主教座とした。幾度にも及んだ攻城戦が失敗に終わると、町は1018年に東ローマ帝国の手に落ちたが、イヴァン・アセン1世の時代に再度第二次ブルガリア帝国によって再征服された。12世紀から14世紀にかけて、ソフィアは交易と工芸の拠点となった。

### オスマン帝国

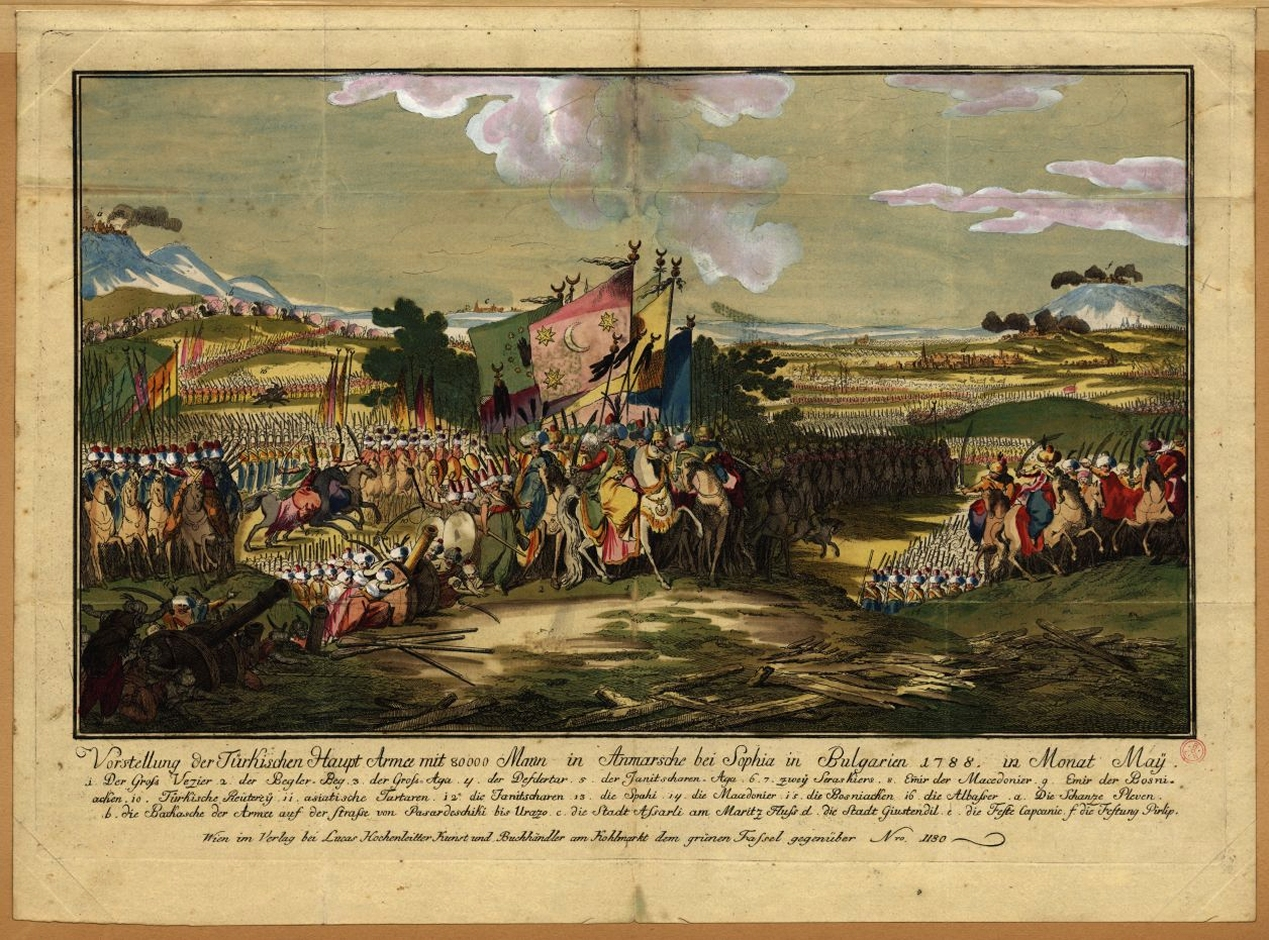
ソフィア近郊を進軍するオスマン帝国軍（18世紀）

ヴワディスワフ3世による1443年のソフィアへの進軍が終わってからは、町のキリスト教徒の指導者らは抹殺され、オスマン帝国のルメリア州の州都となり、その後4世紀以上にわたってオスマン帝国の支配が続いた。町にはトルコ人が住むようになった。16世紀にソフィアの都市設計と外観はオスマン様式となり、多くのモスク、泉、ハマムが設けられた。この間、町の人口は7千人から、17世紀中期には5万5千人に膨れ上がった。
町はハイドゥクによって1599年に数週間にわたって包囲された。1610年、カトリック教会はルメリアのカトリック教徒のためのソフィア管区を設置し、1715年にカトリック教徒の大半が流出するまで維持された。16世紀には126世帯のユダヤ人の世帯があり、967年からソフィアにはシナゴーグがある。

### オスマン帝国時代の終焉

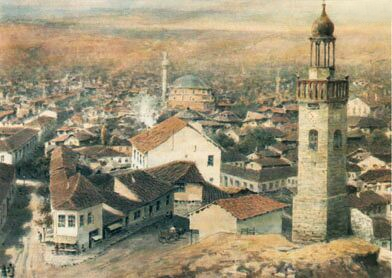
19世紀のソフィア

ソフィアは露土戦争のさなかの1878年1月4日にロシア帝国によって征服され、1879年には新たに誕生した自治公国であるブルガリア公国の首都となった。ソフィアはマリン・ドリノフによって首都候補として提案され、1879年4月3日に認められた。解放されたときの人口は11,649人であった。
町が一般的にソフィア（古代ギリシア語で知恵を意味する）と呼ばれるようになったのは、1376年に聖ソフィア聖堂が立てられた後と考えられている。しかしながら、資料によって19世紀末まで、町はソフィア、スレデツの両方の呼称で呼ばれていた。ブルガリア＝オスマン戦争によって1382年にソフィアはオスマン帝国に包囲され、長期間にわたる攻城戦の末に町はオスマン帝国に制圧された。1878年にソフィアがオスマン帝国の支配から解放された後、ブルガリア人の革命委員会からは古い呼称であるスレデツを維持したいという強い願望が出されていたが、ロシア人の支配者は呼称をソフィアと決定した。
解放後の数十年の間で、主にブルガリアの他の地域からの大規模な人口流入により、町の人口は一挙に膨れ上がった。公国は1908年にブルガリア王国となった。1925年4月16日にブルガリア共産党によって聖ネデリャ教会襲撃事件が引き起こされ、170人が死亡、500人が負傷した。
政府は即日、戒厳令を布いた。
第二次世界大戦が始まった後の1941年3月1日、ブルガリアは日独伊三国同盟に加盟。当日からドイツ機械化部隊の一群がソフィアに進駐、ブルガリア在住のドイツ人らはハーケンクロイツの旗を掲げて歓迎した。
戦況が枢軸国側に不利な状況になると、ソフィアは連合国による爆撃を受けた。後に町はソビエト連邦に征服された。アメリカ合衆国、イギリス、フランスの支援の下でのソ連による征服に続いて、ドイツと同盟を結んでいたブルガリアの政府は共産主義者に取って代わられた。プラハ、ワルシャワ、ブカレストなどと同様に、ソフィアは社会主義国家であるブルガリア人民共和国の首都となった。ブルガリアはこの戦争で領土を失うことは無かったが、多くの人命が失われ、また、ブルガリア国外のブルガリア人との結びつきは大きく損なわれた。この間、ソフィアの人口は急速に拡大し、工業発展が重視され、多くの新しい工場や製作所が町とその周囲に建造された。これによって郊外に多くの新しい町が生まれ、交通ネットワークが拡大した。

## 行政区分
ソフィアは28個あるブルガリアの州の内の一つである（ソフィア州とは異なる、独立した州である。ソフィア州はソフィアを取り囲むように広がっているが、ソフィアはソフィア州には含まれない）。ソフィア市街地の他に、州としてのソフィアの領域には3つの町と34の村がある。州としてのソフィアは、24の基礎自治体（ラヨン）に分けられている。それぞれの基礎自治体には選挙によって選ばれた区長と、区議会がある。州の首班は州知事である。州議会の議員は4年ごとに選挙によって選出される。

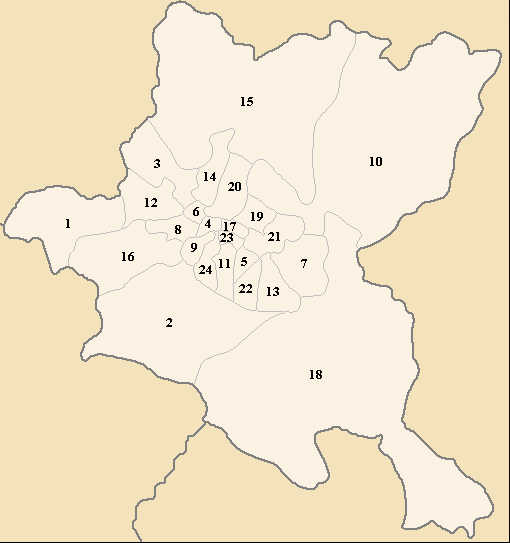
ソフィアの基礎自治体

 ソフィアの基礎自治体 :
| 番号 | 名称                   | ブルガリア語表記 | 失業率（%、2004年） | 人口      | 区分          |
| ---- | ---------------------- | ---------------- | ------------------- | --------- | ------------- |
| 1    | バンキャ               | Банкя            | 10.4                | 9,186     | 町            |
| 2    | ヴィトシャ             | Витоша           | 3.5                 | 42,953    | 郊外          |
| 3    | ヴルブニツァ           | Връбница         | 4.6                 | 47,417    | 都市          |
| 4    | ヴズラジダネ           | Възраждане       | 5.3                 | 47,794    | 都市          |
| 5    | イズグレフ             | Изгрев           | 3.1                 | 33,611    | 都市          |
| 6    | イリンデン             | Илинден          | 4.5                 | 37,256    | 都市          |
| 7    | イスクル               | Искър            | 3.9                 | 69,896    | 都市          |
| 8    | クラスナ・ポリャナ     | Красна поляна    | 9.2                 | 65,442    | 都市          |
| 9    | クラスノ・セロ         | Красно село      | 3.7                 | 72,302    | 都市          |
| 10   | クレミコフツィ         | Кремиковци       | 5.8                 | 23,599    | 郊外          |
| 11   | ロゼネツ               | Лозенец          | 3.3                 | 45,630    | 都市          |
| 12   | リュリン               | Люлин            | 5.4                 | 120,897   | 都市          |
| 13   | ムラドスト             | Младост          | 4.2                 | 110,852   | 都市          |
| 14   | ネレジダ               | Надежда          | 3.8                 | 77,000    | 都市          |
| 15   | ノヴィ・イスクル       | Нови Искър       | 4.5                 | 26,544    | 町            |
| 16   | オフチャ・クペル       | Овча Купел       | 3.8                 | 47,380    | 都市          |
| 17   | オボリシテ             | Оборище          | 2.8                 | 36,000    | 都市          |
| 18   | パンチャレヴォ         | Панчарево        | 5.3                 | 24,342    | 郊外          |
| 19   | ポドゥヤネ             | Подуяне          | 4.5                 | 85,996    | 都市          |
| 20   | セルディカ             | Сердика          | 3.6                 | 52,918    | 都市          |
| 21   | スラティナ             | Слатина          | 4.1                 | 65,772    | 都市          |
| 22   | ストゥデンスキ・グラト | Студентски град  | 2.9                 | 50,368    | 都市          |
| 23   | スレデツ               | Средец           | 4.0                 | 41,000    | 都市          |
| 24   | トリアディツァ         | Триадица         | 3.7                 | 65,000    | 都市          |
| 合計 |                        |                  | 4.5                 | 1,299,155 | [ 31 ] [ 32 ] |

## 人口動態
| 年   | 人口    | 増加率 |
| ---- | ------- | ------ |
| 1887 | 20856   |        |
| 1892 | 30928   | +48.3% |
| 1900 | 46593   | +50.6% |
| 1920 | 154025  | +230%  |
| 1946 | 530168  | +244%  |
| 2001 | 1177577 | +122%  |
| 2006 | 1253680 | +12%   |
| 2008 | 1394214 | +12%   |

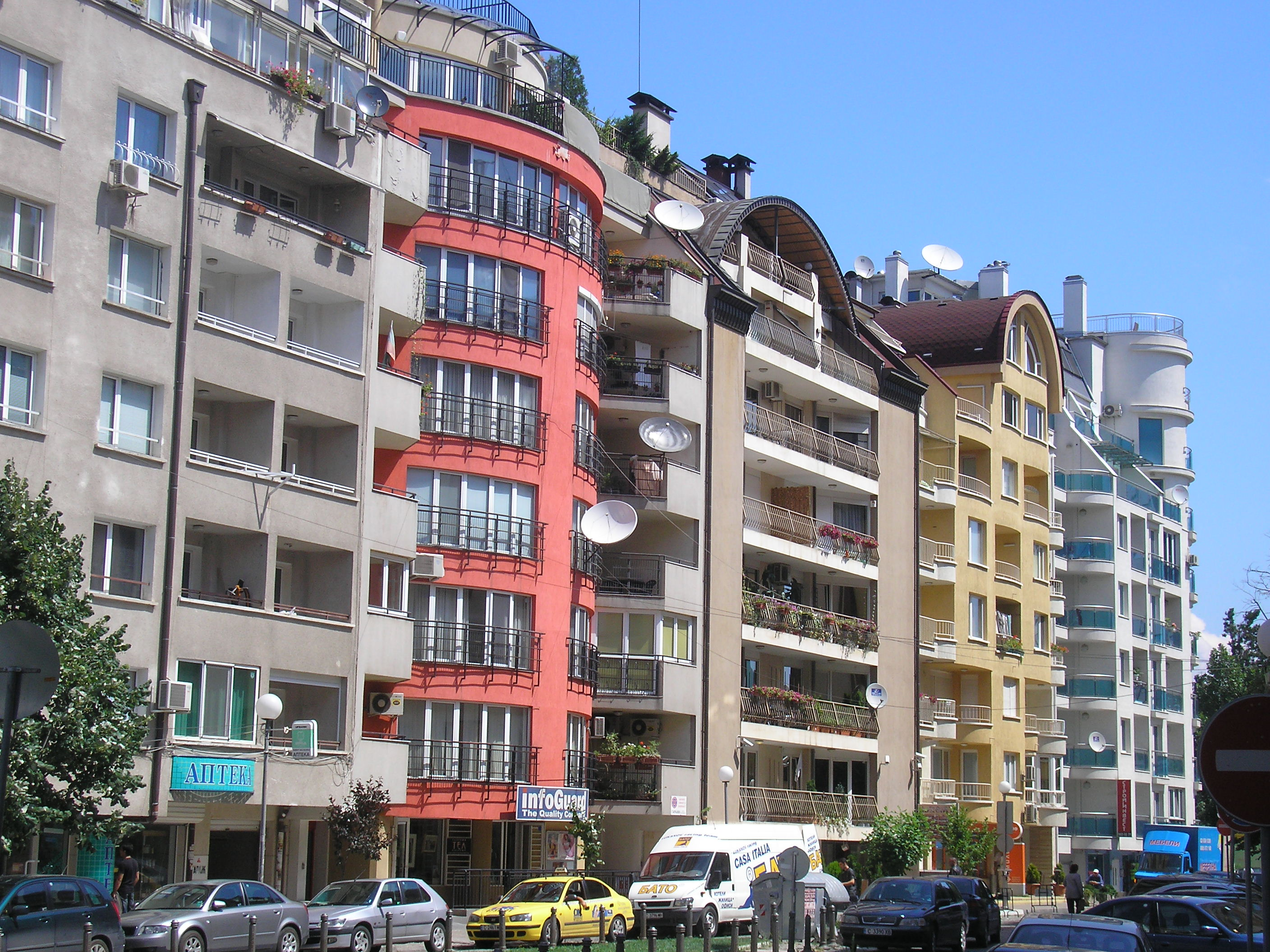
現代的なアパート群

1999年のデータによると、ソフィア全域の人口は1,246,651人であり、人口密度は917.8人/平方キロメートルとなっている。
女性1000人に対して男性は1114人である。人口1000人あたりの年間出生率は7.9であり、民主化以降は低下を続けている。年間死亡率は12.2であり、上昇傾向にある。そのため人口は年間4.3%の自然減となる。しかし、ブルガリアの他の地域から首都への移住によって、ソフィアの人口は増加している。1000人あたり5.7人が結婚し、乳幼児死亡率は乳児出生数1000人あたり11人であり、1980年の18.9よりも減少している。
2001年の国勢調査によると、ソフィアの人口のうち96%はブルガリア人であり、その他の少数民族としては、18000人（1.5%）が自らをロマと自認し、6000人がトルコ人、3000人がロシア人、1700人がアルメニア人、1200人がギリシャ人であるとしている。
失業率はブルガリアの他の地域よりも明確に少なく、労働力人口のうち2.45%が1999年の時点で失業者であり、減少傾向にある。ブルガリア全土での失業率は2007年7月1日の時点で7.25%であり、これも減少傾向にある。失業者にしめる高学歴者の割合は27%であり、ブルガリア全体での割合7%よりも明確に高く、首都の傾向を表している。
ソフィアが1879年に首都に指定されたとき、ソフィアはブルガリア全土ではプロヴディフ、ルセ、ヴァルナ、シュメンについで5番目の人口規模であった。1892年までプロヴディフがブルガリアで最大の人口を持っていたが、それ以降ソフィアがこれを上回った。

## 文化

### 音楽とナイトライフ
ソフィアには多様なナイトライフの場があり、多種多様なナイトクラブ、ライブハウス、パブ、メハナ（mehana）、レストランなどがある。街では世界的に有名なスターたちのコンサートも開かれ、エルトン・ジョン、デペッシュ・モード、アイアン・メイデン、レイ・チャールズ、Seal、メタリカ、キッス、マリリン・マンソン、エロス・ラマゾッティ、DJ Tiesto、Korn、ジューダス・プリースト、ロビン・ギブ、カイリー・ミノーグ、リアーナ、ジーマ・ビラーンらがソフィアでコンサートを開いた。

### 文化
ソフィアには多くの博物館があり、特に国立歴史博物館（en）、ブルガリア自然史博物館（en）、地球人類博物館（Museum of Earth and Men）、民族博物館、軍事史博物館（en）、国立工芸博物館、国立考古学博物館（en）などがある。それに加えて、ソフィア・シティ・アート・ギャラリー、ブルガリア国立アート・ギャラリー（en）、ブルガリア国立外国アート・ギャラリー（en）などのアート・ギャラリーもある。

### ランドマーク
ソフィアには聖キリル・メトディイ国立図書館（en、ブルガリア最大の蔵書を持つ）、ソフィア国家図書館、英国協会、ロシア文化協会、ポーランド文化協会、ハンガリー協会、チェコおよびスロバキア文化協会、イタリア文化協会、フランス文化協会、ゲーテ協会、セルバンテス協会などがある。
子ども連れの家族はかつてソフィアランドで遊ぶことができた。ソフィアランドはソフィア動物公園（en、1888年開園）に隣接した遊園地であったが、2006年に閉鎖した。
ソフィアでは映画産業が活性化しており、国際的な映画プロダクションが拠点を置いている。ヴィトシャ通り（булевард „Витоша / bulevard Vitosha、en）はヴィトシカ（Витошка / Vitoshka）とも呼ばれ、2005年のクッシュマン・アンド・ウェイクフィールドの調査によれば世界で22番目の商業的に高級な通りにランクされ、多くのブティックや宝飾店が並び、国際的なファッションデザイナーの展示がある。
- ブルガリア科学アカデミーの建物
- バッテンベルク広場の旧王宮。現在は国立アートギャラリー
- 国立文化宮殿
- 新古典様式の王立印刷局の建物（1882–1884）。現在はブルガリア国立外国アート・ギャラリー
- アレクサンドル・ネフスキー大聖堂。世界最大級の正教会の聖堂の一つ
- ラルゴ
- 公共温泉浴場
- ロシア帝国のアレクサンドル2世の像（en）
- 中央軍事クラブ

### 観光のみどころ
ソフィアの観光のみどころには、次のようなものがある:
聖堂
| 聖堂                               | 説明 | 画像 |
| ---------------------------------- | --- | ---- |
| 聖ゲオルギ聖堂                     | 聖ゲオルギ聖堂はローマ時代後期の紀元4世紀のキリスト教聖堂であり、シェラトン・ソフィア・ホテルの建物に囲まれて建っている。聖堂は赤いレンガで作られ、ソフィアで現存する最古の建物とされている。聖堂のドーム中央にある中世のフレスコ画は12世紀-14世紀のものである。                                                          |      |
| 聖ソフィア聖堂                     | 初期ビザンティン様式の聖堂である聖ソフィア聖堂は6世紀に、古代ローマの劇場の上に立てられた。第二次ブルガリア帝国の時代、聖堂は町の中心の大聖堂として使われていたが、オスマン帝国に征服されるとモスクにされた。 |      |
| アレクサンドル・ネフスキー大聖堂   | 黄金色のドームを持ったアレクサンドル・ネフスキー大聖堂は、20世紀初期に立てられたものであり、 露土戦争によってブルガリアを解放した20万人のロシア帝国の兵士を称えて建設された。バルカン半島で最大の正教会の聖堂であり、世界でも第2の規模を持つ。黄金色のドームを持つ大聖堂は高さ45メートル、鐘楼は高さ50.52メートルに上る。 |      |
| 聖ネデリャ教会                     | 聖ネデリャ聖堂は歴史上、破壊と再建を繰り返し経験してきた。ここでは1925年に聖ネデリャ教会襲撃事件が発生し、死者150名を出したといわれている。事件の後、聖堂は再建され、現在の姿となった。聖ネデリャ聖堂はブルガリア正教会のソフィアの主教座聖堂である。                                                                     |      |
| 聖ペトカ教会                       | 小さな聖ペトカ聖堂は14世紀に立てられたもので、当時の美しいフレスコ画を残している。身廊一つを持ったこの聖堂は、11世紀のブルガリアの聖人聖ペトカ（Петка Българска、Petka Bulgarska）に捧げられたものである。 |      |
| 奇蹟者聖ニコライ聖堂（ロシア教会） | ソフィアのロシア教会として知られるロシア正教会の奇蹟者聖ニコライ教会は、1914年にロシア皇帝で後に聖人に列せられたニコライ2世に捧げられたものである。建設には建築家のアレクサンドル・スミルノフが携わった。スミルノフはアレクサンドル・ネフスキー大聖堂の建設にも携わった人物である。                                       |      |

博物館とギャラリー
| 博物館                               | 説明 | 画像 |
| ------------------------------------ | --- | ---- |
| ブルガリア国立歴史博物館             | 国立歴史博物館は、東ヨーロッパで最大の博物館の一つであり、65万点を越える品を収蔵している。古代トラキア人の宝物や、古い武具や武器類、中世の教会の石碑などが収められている。                                                                                               |      |
| 国立考古学博物館                     | 国立考古学博物館は、1474年に立てられたオスマン帝国時代の最大にして最古のモスクを使用している。博物館にはバルカン半島各地から見つかった多くの考古学的遺品が収蔵され、トラキア人の黄金の宝物などが納められている。博物館はブルガリアで最古の類であり、1905年に設置された。 |      |
| ブルガリア国立外国アート・ギャラリー | 国立外国アート・ギャラリーは19世紀の建物を使用している。ギャラリーには西洋美術、アジア美術（仏教美術、日本美術、インド美術など）、アフリカ美術や、現代美術、エングレービングなどのセクションがある。                                                                     |      |

その他の場所
- イヴァン・ヴァゾフ国立劇場
- スラヴェイコフ広場
- 国立文化宮殿は、文化や会議などのために作られた、多目的複合施設である。共産党支配下の1981年に建設され、緑豊かな公園に囲まれて立っている。
- バーニャ・バシ・モスク - イスラム教のモスク。バーニャ・バシ・ジャーミヤ、あるいはバーニャ・バシ・ジャミとも。
- ヴァシル・レフスキ国立競技場 - サッカー、ブルガリア代表チームのホームスタジアム

屋外のランドマーク
- 解放者皇帝のモニュメントは露土戦争によってブルガリアを解放したロシア帝国の皇帝アレクサンドル2世の像である。
- ソフィア最大の商業的な通りであるヴィトシャ通りには、ウィーンの黄色い石で作られた建物が並ぶ。

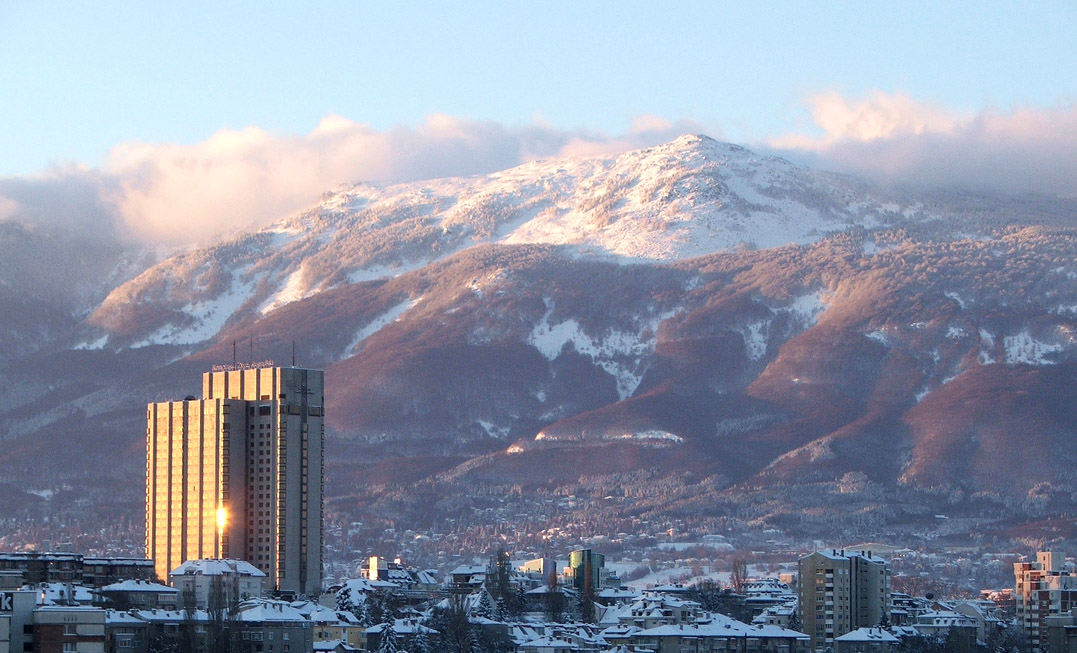
ヴィトシャ山

- ヴィトシャ山は、ソフィアの象徴の一つであり、ソフィアから自動車で容易に到達でき、年中開放されている。冬季にはスキーやスノーボードが盛んであり、夏季にはハイキングが人気である。
- ボリス公園は、ソフィアの主要な最古の公園であり、1884年より建設が始まった。

その他
- 公共温泉浴場、マヨリカ（Maiolica）のタイルで飾られた浴場であり、1911年に完成した。
- TZUM、ソフィア最古で最大のデパート
- ラルゴ、ソフィア中心部の建築群であり、多くの国家機関の中枢が置かれている。
- ソフィア動物園

## 経済

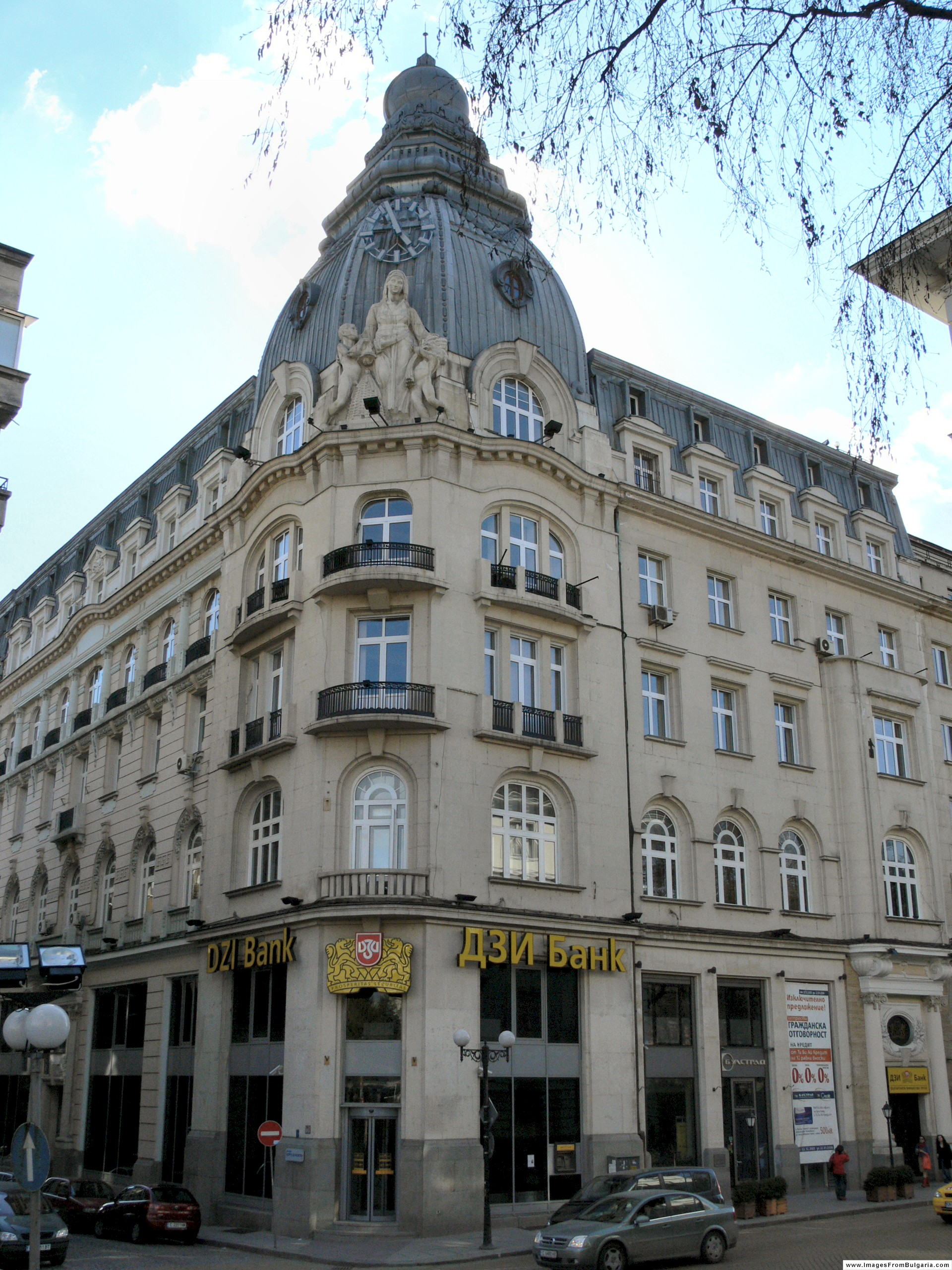
DZI 本社

ソフィアはブルガリアの有力な経済的拠点であり、多くのブルガリアの大企業や国際的企業が本社を置いている。ソフィアはまたブルガリアの金融センターであり、ブルガリア国立銀行やブルガリア証券取引所、金融監督委員会や、ブルガリア国内で業務をする多くの市中銀行の本社が置かれている。建設、貿易、輸送もまた地元経済の重要な一角をなしている。
IBM、ヒューレット・パッカード、ソニー、セガなどIT企業のアウトソーシング先が集中しており、「東ヨーロッパのシリコンバレー」とも呼ばれている。政府でも外国企業向けにテナント料の安いビルを用意するなどのサポートを行っている。
ブルガリアの経済発展を受けて、ソフィアの不動産市場は急上昇している。2007年でのアパート価格は2003年の3倍にも達している。建設産業は新しい住宅やオフィスビルディング、ホテル、ビジネス・パーク、ショッピング・モールや物流施設の建設によって発展し、失業率は2.5%であり、ブルガリア全国平均の6.25%と比べて低く抑えられている。

## 輸送とインフラ
インフラストラクチャーの発展と戦略的位置によって、ソフィアは国際的な鉄道、自動車の交通網の中心となっている。3つの汎ヨーロッパ運輸回廊、4、8、および10がソフィアを通過している。海運を除く主要な交通機関が整備されている。ソフィアには8つの鉄道駅があり、その中で最大のものはソフィア中央駅である。そのすぐ隣にはソフィア中央バスステーションがあり、これはブルガリアで最大で最も現代的なバス・ターミナルである。その他のソフィア各地のバス・ステーションからも都市間・国際交通が可能である。ソフィア空港は新しく第2ターミナルが建設され、2006年に完成した。2007年には270万人の旅客が利用した。
公共交通機関はバス（総延長153.6キロメートルのネットワーク）およびトロリーバス（総延長97キロメートルのネットワーク）を中心に整備されており、市内各地を巡回している。ソフィア地下鉄は1998年に開業したばかりであり、2路線が開通している。既存の路線の延伸や3号線が計画中・建設中であり、地下鉄網の充実が図られている。。ソフィア地下鉄の計画の骨子には3本の路線、47の駅が含まれている。私有のバンによる巡回輸送も有力かしてきており、公営の交通機関よりも早く、タクシーよりも安い。2005年の時点で、このような運営形態のバンは368台あり、都心部と郊外に48路線を持っている。また、およそ6,000台の営業許可を受けたタクシーが運行しており、更におよそ2,000台が違法営業していると見られている。タクシーは他のヨーロッパ諸国に比べて安価であり、町の有力な交通手段となっている。
1990年代の自動車保有比率の上昇によって、ソフィアで登録を受けた自動車の台数は1百万台を超えている。ソフィアは道路の舗装と修復が十分ではなく、ほとんどの通りは貧弱な状態にある。交通量の増大と大気汚染は町ではより深刻な問題となっている。地下鉄システムの整備によってこれらの問題が解決することが期待されている。
ソフィアには独特の、大規模なコジェネレーション・システムが稼動している。ソフィア全域に相当する900,000の世帯と5,900の会社が一元的に熱供給を受けており、ガスおよび石油火力による発電（3000メガワット）の廃熱を利用している。
- ソフィア地下鉄のセルディカ駅
- ソフィア空港の第2ターミナル
- 路面電車はソフィアの典型的な交通機関

## 建築物

### 歴史的建造物

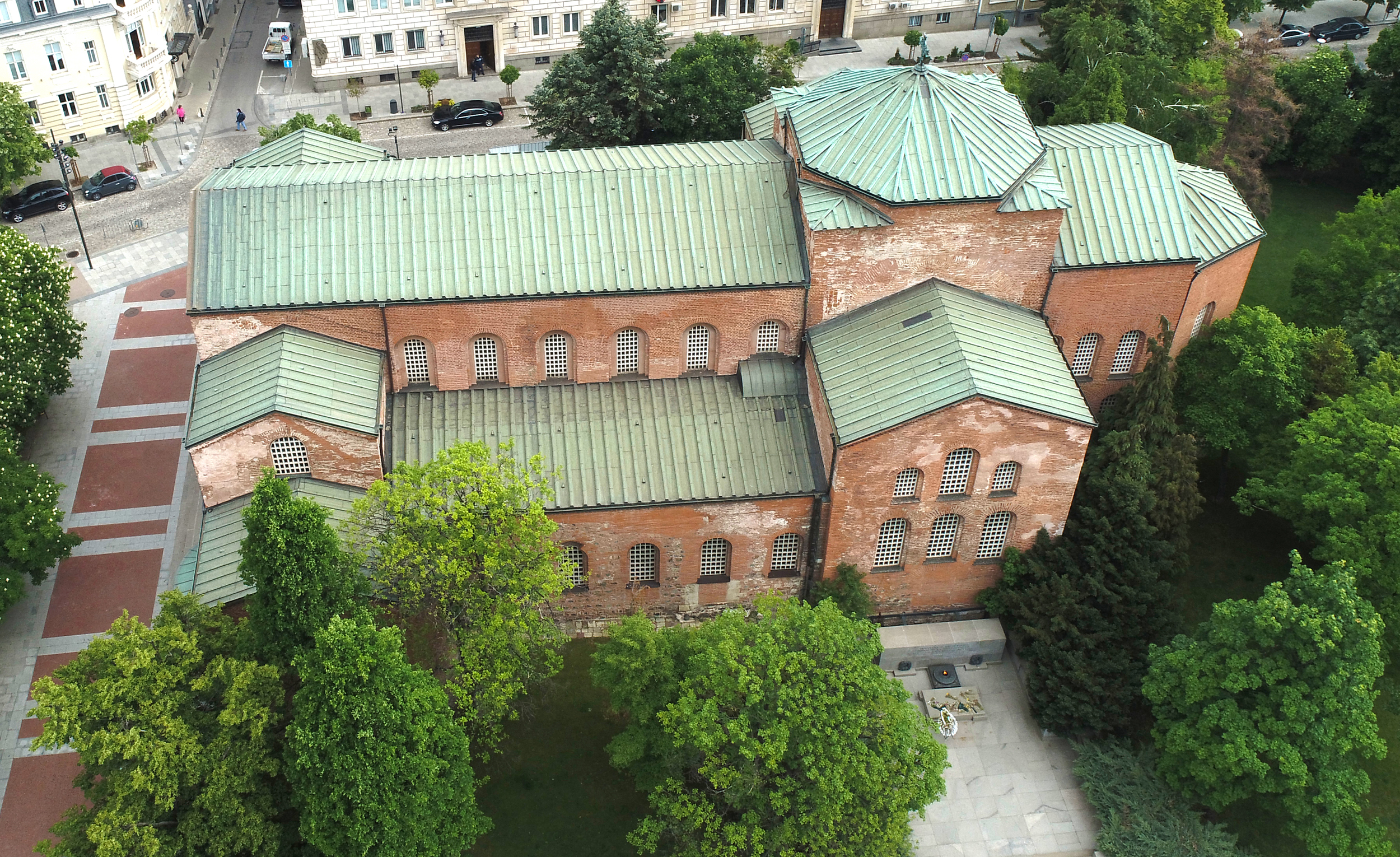
聖ソフィア聖堂は6世紀半ばの東ローマ帝国皇帝ユスティニアヌス1世の統治下で作られ、町の名前の由来となった。

多くの古代ローマやビザンティンの建築物が町とその周囲に残されている。最も特筆すべきものとして、10世紀のボヤナ教会（UNESCOの世界遺産に登録されている）や、ソフィアで現存する最古の建築物と考えられている聖ゲオルギ聖堂、初期ビザンティン時代の建築である聖ソフィア聖堂などがある。
中世の興味深い建築物として聖ペトカ教会がある。これは街の最も中心に位置しており、周囲を取り巻くツム・デパート、旧共産党本部、シェラトン・ホテルという3つのスターリン様式の建築群と好対照を成している。

### ブルガリア解放後と共産主義時代
1878年のブルガリア解放と、ブルガリア自治公国成立後にその首都となったソフィアでは、アレクサンダル公がオーストリア＝ハンガリー帝国の建築家らを招き、新しい首都の建築デザインを形作った。このときブルガリアに招かれた建築家には、フリードリヒ・グリュナンガー（Friedrich Grünanger）、アドルフ・ヴァーツラフ・コラージュ（Adolf Václav Kolář）、ヴィクトル・ルンペルマイヤー（Viktor Rumpelmayer）らがいる。これらの建築家によって、ブルガリアに新しく誕生した政府が必要とする重要な公共施設の大半や、有力者らの家屋が設計された。後に、外国で教育を受けた多くのブルガリア人の建築家がソフィアの建築に貢献した。
ソフィア中心部の建築は、新バロック様式、新ロココ様式、新ルネッサンス様式、新古典主義建築などが入り混じり、後にはウィーン分離派の影響も重要な役割を果たした。
ソフィア中心にこの時代に立てられた重要な建築物には、王宮（現在は国立アート・ギャラリーとなっている）、国立民俗博物館（1882年）、イヴァン・ヴァゾフ国立劇場（1907年）、旧国立印刷局（現在は国立外国アート・ギャラリーとなっている）、ブルガリア議会（1886年）、ブルガリア科学アカデミー（1893年）などがある。
第二次世界大戦の後、ブルガリアに共産主義政府が樹立される1944年以降は、建築の様式は大幅に入れ替わった。スターリン様式の公共の建築物が街の中心に現れるようになり、郊外の多くは共産主義時代の高層建築（панелки / panelki）とブルータリズム建築（Brutalist architecture）が占めるようになった。
1989年に共産主義体制が崩壊すると、ソフィアはビジネス街と郊外の大規模な建築を見るようになった。現代的で摩天楼のような、ガラスで表面を覆われたオフィス・ビルディングや、高級住宅街も建設された。
- 新古典様式の建築
- 街の中心のツム・デパート

## 教育

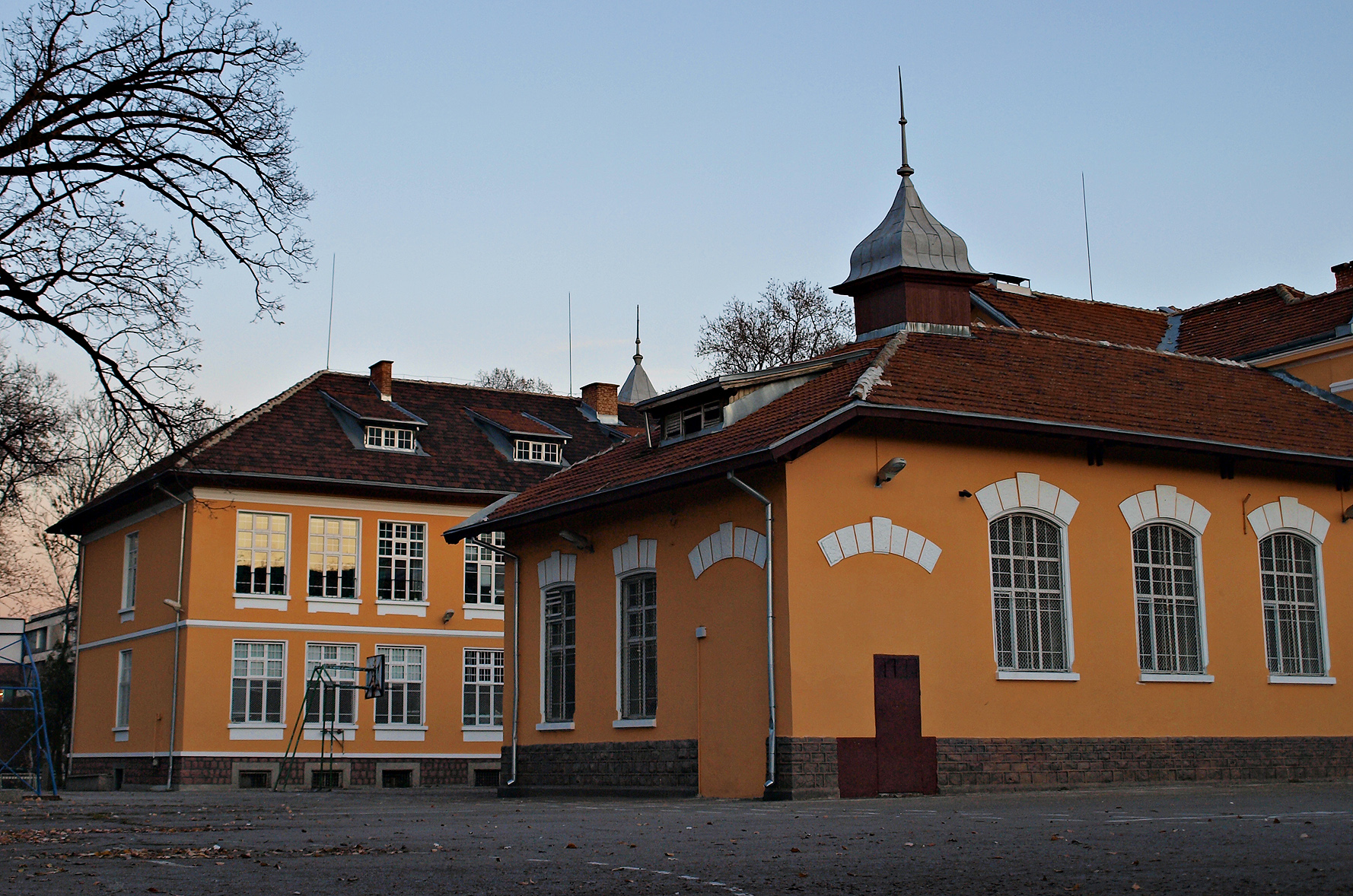
ソフィア市内における一般的な学校の校舎

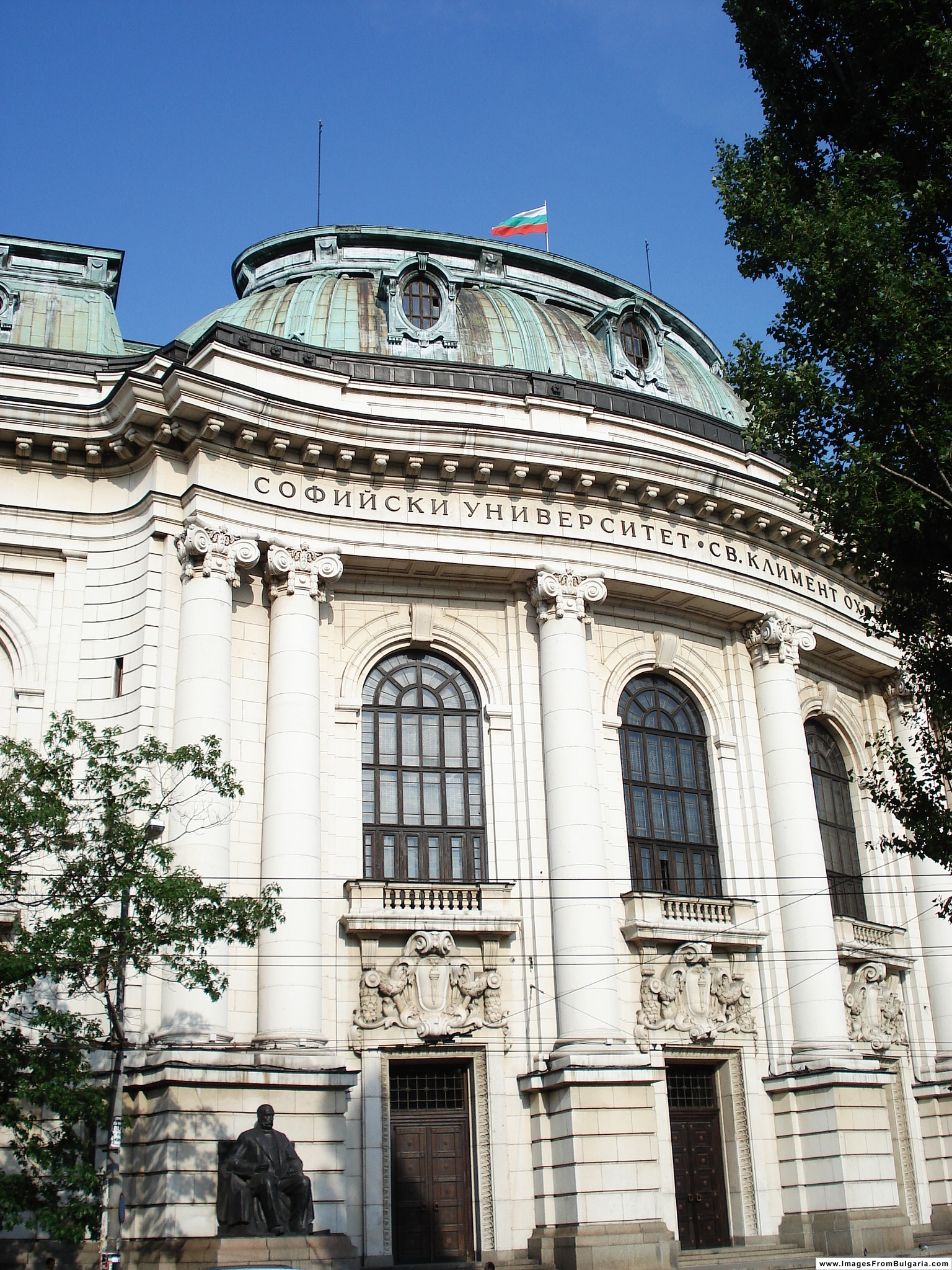
ソフィア大学

ソフィアには16の大学がある。1888年創設のソフィア大学はブルガリアで最も権威のある大学とみなされている。同大学では毎年14000人の新入生を受け入れている。その他の重要な大学には国立芸術アカデミー、ソフィア技術大学、国家・国際経済大学、ソフィア医科大学、クルステョ・サラフォフ国立演劇映画芸術アカデミー、建築・土木工学・測地学大学、林学大学、新ブルガリア大学がある。
更に、国家の機関としてブルガリア科学アカデミー、聖キリル・メトディイ国立図書館がソフィアに置かれている。ソフィア・アメリカン・カレッジは1860年に創設され、アメリカ合衆国の国外では最古のアメリカの教育機関と見られている。同学校ではブルガリアで特に優秀な学生らに教育を施している。

## スポーツ

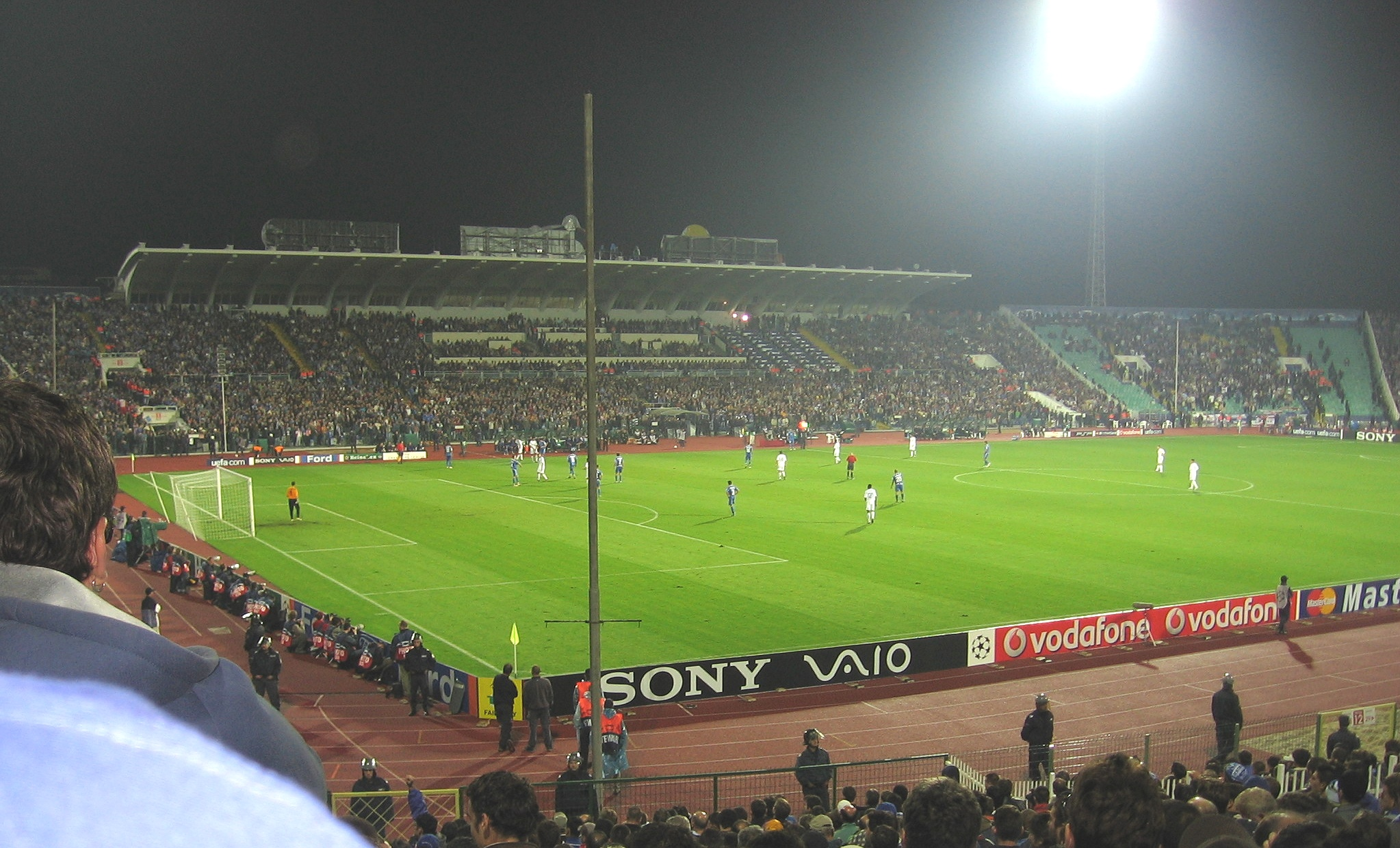
レフスキ・ソフィアとチェルシー F.C.による試合。UEFAチャンピオンズリーグ 2006-07で、ヴァシル・レフスキ国立競技場にて。

ソフィアはブルガリアの首都であることから、スポーツ活動の拠点ともなっており、ソフィアを拠点とする数多くのスポーツ・クラブがある。その中には、ブルガリア1部リーグのサッカー・クラブであるPFC CSKAソフィアおよびレフスキ・ソフィア、ロコモティフ・ソフィア、スラヴィア・ソフィアや、かつて有力なクラブであったアカデミク・ソフィア（Akademik）、スパルタク・ソフィア（Spartak Sofia）、セプテムヴリ・ソフィアなどがある。ブルガリアのスポーツにおけるソフィアの優位性は、ソフィアに拠点を置いているチームによるものであり、その中には既に解散したチームA.S. 23による貢献もある。1923年にリーグが創設されて以来、このチームは解散までの間に何度もチャンピオンの座に輝いた。
サッカーがソフィアを含むブルガリア全土で最も人気のあるスポーツであるが、バスケットボールやバレーボールもまたソフィアでは伝統あるスポーツである。最も良く知られたチームにはPBCルコイル・アカデミク（Lukoil Academic）があり、ユーロリーグにおいて2度チャンピオンとなった。
バレーボールはメジャーのクラブこそないものの、ブルガリアは常にバレーボールでは世界でトップ・クラスにある。ブルガリア・バレーボール連盟（Bulgarian Volleyball Federation）は世界で2番目に古く、また同連盟によるソフィアでのエクシビジョン・トーナメントによって、1957年にIOCはバレーボールをオリンピック競技種目とした。
テニスもまた、ソフィアでは人気のあるスポーツである。テニス・コート施設には、かつてWTAトップ10にランキングされたマグダレナ・マレーバの設立したものもある。
ラグビーはあまりブルガリアでは盛んではないものの、ソフィアには複数のラグビー・クラブがある。
その他には、特に個人競技が盛んであり、ボクシング、レスリング、アーチェリーなども国立スポーツ・アカデミーや各所のスポーツ・クラブで練習することができる。これは、共産主義時代には、全てのスポーツ・クラブを統制し、全てのスポーツができるように整備されたことによる。
ソフィアは1992年と1994年の冬季オリンピックの開催地として立候補したが、それぞれ2位、3位に終わり、落選している。ソフィアはまた2014年の冬季オリンピックの開催地への立候補を申請したものの、候補地となることはできなかった。ソフィアはEurobasket 1957、1961 Summer Universiadeおよび1977 Summer Universiade、1983 Winter Universiade、1989 Winter Universiadeを開催した。

### 開催地
ソフィアは多くのスポーツ開催地を擁し、43000人収容のヴァシル・レフスキ国立競技場（Vasil Levski National Stadium）はブルガリア最大の屋外競技場である。また、レフスキ・ソフィアのゲオルギ・アスパルホフ競技場（Georgi Asparuhov Stadium）、CSKAソフィアのブルガルスカ・アルミヤ競技場（Balgarska Armiya Stadium）、スラヴィア・ソフィアのオフチャ・クペル競技場（Ovcha Kupel Stadium）、コロモティフ競技場（Lokomotiv Stadium）などがあり、数多くの音楽コンサートなども開かれる。
このほかの重要なスポーツ施設としては、3000人収容のウニヴェルシアデ・ホールがあり、バスケットボールなどの屋内イベントが開催される。また、2つのスケート場があり、冬季スポーツ宮殿（収容4000人）、スラヴィア冬季競技上（収容2000人）は、ともに2つのリンクを持っている。
また、5,000人収容可能のボリソヴァ・グラディナ（Borisova gradina）は自転車競技場である。この競技場は改修が行われている。

## レクリエーション
ほとんどのサッカー競技場はテニス・コート、アストロターフ（astroturf）人工芝のピッチやその他のスポーツ施設を併設し、またそれ以外の市内各所にも同様のスポーツ施設がある。
その他にも、サッカー・クラブに属していない多目的のスポーツ施設は市内各所にあり、国立スポーツ・アカデミーやブルガリア科学アカデミー（Bulgarian Academy of Sciences）などが保有している。
市内には15の水泳施設があり、その多くは屋外型である。それらのほぼ全てが競技の開催ができるように設計されており、それぞれ数百の観客席を持つ。
また、2つのゴルフ・コースがソフィアの東に隣接しており、共にエリン・ペリンにある。また、イフティマンには乗馬クラブもある。
ソフィアの市民が幅広く利用できる主な行楽としては、町の周辺に広がる自然豊かな公園があり、その多くは森林である。市中心にはボリソヴァ・グラディナ公園があるほか、町の南や西、北にも大きな公園があり、またそのほかにも小さな公園が多くある。その中で特筆すべきものには市公園（City Garden）がある。ヴィトシャ自然公園（Vitosha Nature Park）はバルカン半島で最古の国立公園である。ヴィトシャ自然公園はソフィアの南に位置するヴィトシャ山（Витоша / Vitosha）の大部分を覆い、その広さはおよそ270 平方キロメートルに及ぶ。多くのソフィア市民が週末に山にハイキングに出かける。ヴィトシャ山にはバンガローや複数のスキー場があり、街から近い山地の利点が十分に活用されている。

## マス・メディア
ブルガリアで最大規模の通信、テレビ、ラジオ、ケーブル・テレビ、新聞、雑誌、ウェブ・ポータルの会社がソフィアに拠点を置いている。ソフィアに本社を構えるテレビ局としては、ブルガリア国立放送（Bulgarian National Television、BNT Channel 1、TV Bulgariaのチャンネルを保有）やBTV（bTV）、ノヴァ・テレヴィジヤ（Nova Television）などがある。発行部数の多い新聞には、24チャサ（24 chasa）、トルト（Trud）、セガ（Sega）などがある。

## 著名人
Category:ソフィア出身の人物も参照
ソフィアで生まれた著名人
- ガレリウス (c. 250–311): ローマ帝国皇帝
- エリサヴェタ・バグリャナ（英語版） (1893–1991): 詩人
- ボリス3世 (1894–1943): ブルガリア王
- アセン・ヨルダノフ (1896–1967): ブルガリア系アメリカ人で先駆的な航空技術者
- キリル (ブルガリア総主教)（英語版） (1901–1971): 全ブルガリアの総主教
- ヴァレリ・ペトロフ（英語版） (b. 1920): 作家
- ストヤンカ・ムタフォヴァ（英語版） (b. 1922): 女優
- アレクシス・ワイセンベルク(1929–2012): ピアニスト
- イツハク・フィンツィ（英語版） (b. 1933): 俳優
- シメオン・サクスコブルクゴツキ (b. 1937): ブルガリア王国最後の国王で、ブルガリア共和国の元首相
- ツヴェタン・トドロフ (b. 1939): 哲学者
- ゲオルギ・アスパルホフ (1943–1971): サッカー選手
- イリナ・ボコヴァ (b. 1952): 外交官
- ボリスラフ・ミハイロフ (b. 1963): サッカー選手で、ブルガリア・サッカー連合の会長
- エヴゲニヤ・ラダノヴァ (b. 1977): アイススケート選手
- アントアネタ・ステファノヴァ（英語版） (b. 1979): チェス選手で女性チェス・チャンピオン
- ポリ・ゲノヴァ (b. 1987): 歌手
- ニーナ・ドブレフ (b. 1989): 女優

### 隣接するソフィア州出身者
- シルヴィ・ヴァルタン (b. 1944): ブルガリア系フランス人歌手の歌手 - ソフィア州スヴォゲ出身

## ギャラリー
- アレクサンドル・ネフスキー大聖堂
- アレクサンドル・ネフスキー大聖堂は世界最大級の正教会の聖堂の一つである
- 聖ソフィア聖堂は6世紀の東ローマ帝国皇帝ユスティニアヌス1世の統治下で立てられ、現行の町の名前の由来となった。
- 解放者皇帝のモニュメント。ロシア帝国のアレクサンドル2世の像である。
- 解放者のモニュメント付近
- 新古典様式の建築物
- 国立文化宮殿から町の中心方面を望む
- ヴァシル・レフスキの像
- 聖ゲオルギ聖堂
- ソフィアはローマ帝国時代よりキリスト教の一大拠点であった。
- 市中心部、オルロフ・モスト（Orlov Most）付近。
- ソフィア空港のターミナル2正面
- ソフィア空港のターミナル2外観
- 現代的なアパートの建物
- ブルガリア科学アカデミー建物
- バッテンベルク広場の旧王宮前。現在は国立アート・ギャラリー
- 新古典様式の旧国立印刷局1882年–1884年に立てられた。現在は国立外国アート・ギャラリー
- ラルゴ

- 公衆温泉浴場
- 中央軍事クラブ
- DZIの本社
- Bulgaria Blvd.の新しい建物。2000年代に入ってから、現代的な建物が多く建つようになった
- ツム・デパート
- ツム・デパート（左）、ラルゴ（旧共産党本部、中央）、大統領府（右）
- NATO諸国の旗を掲げる大統領府前。奥はツム・デパート
- 大統領府と衛兵
- ソフィア大学
- Business Park Sofia
- 裁判所

## 姉妹都市
| - アルジェ アルジェリア - アンカラ トルコ - アテネ ギリシャ - ベルリン ドイツ - ブラチスラヴァ スロバキア - ブリュッセル ベルギー - ブダペスト ハンガリー - ヘルシンキ フィンランド - ブルサ トルコ | - キエフ ウクライナ - ロンドン イングランド - パリ フランス - ピッツバーグ アメリカ合衆国 - プラハ チェコ - サンクトペテルブルク ロシア - テルアビブ イスラエル - ワルシャワ ポーランド - ミラノ イタリア - 横浜市保土ケ谷区 パートナー都市 日本 |